# Bombus polaris
Bombus polaris es una especie común de abejorro del Ártico. B. polaris es uno de los dos abejorros que viven por encima del círculo polar ártico. El otro es su parásito social Bombus hyperboreus. B. polaris es una abeja social que puede sobrevivir a temperaturas cercanas al punto de congelación. Ha desarrollado múltiples adaptaciones para vivir en tales temperaturas frías.  B. polaris tiene una capa de pelo más gruesa que la mayoría de las abejas, utiliza termorregulación y hace nidos con aislante térmico.

## Taxonomía.
Bombus polaris es parte de la familia Apidae de la clase  Insecta.  B. polaris es parte del subgénero Alpinobombus dentro del género Bombus junto con Bombus alpinus, Bombus balteatus, Bombus hyperboreus y Bombus neoboreus.  Las abejas Alpinobombus se encuentran en las regiones árticas y de alta montaña.

## Descripción e identificación.

### Apariencia (general)
Bombus polaris tiene una capa de pelo más gruesa que las abejas de climas templados para moderar la pérdida de calor. Aunque la coloración de este abejorro es variable, el tórax suele ser negro con bordes naranjas amarillentos, mientras que la mayor parte del abdomen es naranja amarillento con una punta negra. B. polaris también tiene una temperatura abdominal más alta que sus parientes de climas templados.

### Apariencia (obreras)
La variación en el color de los vellos es notablemente variable. La pubescencia de los segmentos dorsales abdominales apicales varía desde un profundo color óxido hasta un color amarillo opaco. También hay una variación considerable en el tamaño de las obreras. Algunas pueden tener apenas 10 mm de longitud, mientras que otras pueden ser mucho más grandes.

### Termorregulación
B. polaris tiene un método biomecánico para llevar su cuerpo a una temperatura abdominal más alta que la del tórax. La capacidad de B. polaris para volar en temperaturas tan frías se debe a un proceso llamado termorregulación, que le permite elevar su temperatura corporal interna a temperaturas de hasta 38 °C.  Por esta razón, es probable que B. polaris supere a cualquier especie de abejorro de clima templado que intente expandirse a la zona de distribución del norte.

## Nido
Los nidos tienen una buena capa aisladora, lo cual es un factor importante en la conservación de energía de las abejas en el duro clima polar. Al inicio del ciclo de la colonia, la reina solitaria mantiene una temperatura del nido de unos 25-30 °C. Sin embargo, cuando realiza viajes de búsqueda de alimento a intervalos frecuentes, la temperatura del nido disminuye. A una temperatura del aire de 10 °C, la temperatura del nido generalmente no disminuye más de 7 °C en la media hora que la reina está buscando alimento.  Después de que todas las 16 a 17 larvas de la primera cría se han convertido en obreras, la temperatura del nido se mantiene constante a 35 °C, y la ida y vuelta de la reina y de otras recolectoras no parece afectar la temperatura del nido. El nido de Bombus polaris también parece tener una temperatura más alta que los de las abejas y abejorros de climas templados.

### Estructura del nido
Primero, una reina fertilizada debe localizar un sitio de anidación adecuado. Después de esto, construye una celdilla para guardar las provisiones, y luego una cámara de la escotilla para alojar a su descendencia. Las reinas de B. polaris utilizan una mezcla de polen y cera para construir estas estructuras iniciales.  Primero se construye la cámara de la escotilla, seguida poco después por la construcción de una base de cera.  Sobre esta base, la reina deposita una masa de polvo, que ha cubierto de néctar de flores. Esto es anillado por un rodillo de cera. Luego pone sus huevos en la masa, los vierte con una mezcla de polvo y luego los cubre con una membrana de cera.

## Distribución y hábitat
Tiene una amplia distribución circumpolar. Se encuentra en Canadá, la zona ártica de Alaska, las islas árticas (isla Devon, isla de Ellesmere, isla de Baffin, Groenlandia), el norte de Escandinavia y en toda la Rusia ártica (Nenets, Yamalo-Nenets, Sakha y Chukotka). En 2015, B. polaris es una especie común y no está en peligro de extinción.

## Ciclo de colonias.

### Inicio
Las reinas de Bombus polaris hibernan durante unos nueve meses en un nido de ratón o en alguna otra madriguera subterránea. Después de esto, las reinas fertilizadas emergen de la hibernación, visitando flores y buscando áreas para construir nidos potenciales, lo que marca el inicio del ciclo estacional de desarrollo. Las colonias recién iniciadas se pueden encontrar en junio o julio.

### Crecimiento de la colonia
B. polaris es una abeja social que requiere que se completen al menos dos generaciones cada año. Para compensar este corto período de tiempo, las reinas producen muchas obreras por generación. La cría inicial es una nidada de unas veinte larvas que emergen en unos diez días. Las larvas de abejorros del Ártico crecen rápidamente, y experimentan un ambiente casi tropical debido a la producción de calor de su reina, y más tarde, de las obreras.
Los abejorros del Ártico tienen una cría inicial más grande como adaptación para acelerar el ciclo de la colonia en el corto período de crecimiento. Ya que la reina tiene tiempo para producir solo unas pocas crías, también debe poner grandes nidadas de huevos.  El ciclo de vida se acelera mediante la incubación interna de los huevos que están en el abdomen, lo que aumenta la tasa de producción y crecimiento de los huevos.

## Forrajeo
Bombus polaris es una de las pocas especies de abejorros en las que la reina continua forrajeando mientras que algunas obreras ya han emergido del nido. La reina divide su tiempo entre la incubación de su cría y la regulación de la temperatura del nido hasta dejar el nido para buscar alimento. Las reservas de alimentos recogidas durante el día son generalmente suficientes para una sola noche.  Cuando las abejas agotan su alimento, entran en el letargo y dejan de incubar. Los períodos ocasionales de semi-inanición que duran uno o dos días no dañan a la colonia. Las abejas simplemente se adormecen y permanecen en un estado de animación suspendida.

## Dentro de la colonia

### Colonia
La colonia comienza en el verano, en junio. La colonia solo puede sobrevivir durante dos o tres meses hasta que el invierno llega de nuevo, y todas las obreras, zánganos y la mayoría de las hembras mueren con la colonia.

### Obreras
La primera cría de la reina después del comienzo de la colonia se convertirá en abejas obreras pequeñas hembras estériles que amplían el nido, forrajean y atienden a la siguiente generación de abejas. Las abejas obreras mueren junto con la colonia a principios del invierno.

### Reinas
La reina fertilizada es la única superviviente de su colonia al final de la estación. Después pasa 9 meses de hibernación. En el Ártico, solo una reina por colonia sobrevive en promedio al invierno para renovar el siguiente ciclo de vida.  La colonia solo tiene uno o dos meses para completar el ciclo social de dos generaciones.

### Machos
La segunda cría de la reina a finales del verano incluye zánganos machos y hembras fértiles que son candidatas para la reina del próximo año. La única función del zángano es fertilizar a las hembras, pero la mayoría de las hembras mueren junto con los zánganos a principios del invierno.

## Interacción con otras especies

### Alimentación.
Las flores zigomorfas (con simetría bilateral) grandes del género Pedicularis dependen de B. polaris. B. polaris trabaja las puntas de las plantas Pedicularis hacia arriba desde abajo. A través de este comportamiento, la adaptación de los órganos gustativos al azúcar es compensada por la creciente concentración de azúcares en el néctar que sube por la espiga.  Este comportamiento también está significativamente relacionado con la polinización. 

### Depredación
Los depredadores de Bombus polaris incluyen el correlimos canelo (Tryngites subruficollis), el eider común (Somateria mollissima) y el pato havelda (Clangula hyemalis), que se alimenta de las abejas o las alimenta a sus crías.

### Parásitos
Bombus hyperboreus habitualmente se apodera de los nidos de Bombus polaris. Debido al corto verano ártico, B. polaris normalmente tiene tiempo para producir solo una cría de obreras antes de que la colonia tenga que criar reinas. Cuando B. hyperboreus se hace cargo del nido, todas sus crías son criadas como reinas por las obreras de B. polaris. Por lo tanto, B. hyperboreus no produce obreras y nunca se los ve recolectando polen.

### Importancia para el ser humano.
Debido a su tolerancia al frío, Bombus polaris parece ser uno de los primeros polinizadores de la vegetación en el Ártico cada año. Algunas plantas que polinizan incluyen amapolas del Ártico, rosas del Ártico y sauces del Ártico. Su efecto polinizador parece ser mayor a principios de la primavera, pero disminuye a medida que avanza el año. Samuel Robinson ha encontrado que, para cuando la mayoría de los científicos llegan para los breves veranos cálidos, los "abejorros (Bombus spp.) y las mariposas y polillas (Lepidoptera) desempeñan un papel menor en la polinización, mientras que las moscas (Diptera) han demostrado ser los principales polinizadores."  Uno de los principales expertos modernos en B. polaris, Bernd Heinrich, está de acuerdo con este hallazgo, diciendo que "cuando hace calor, hay mucha más polinización de moscas, y en realidad también se realiza algo de polinización por mosquitos".